# Fred Allen (montatore)
Fred Allen (Petaluma, 16 dicembre 1896 – Los Angeles, 22 maggio 1955) è stato un montatore e regista statunitense che iniziò la carriera di montatore con Mack Sennett.
Lavorò anche per Thomas H. Ince, Harry Joe Brown. Fu anche, occasionalmente, sceneggiatore, supervisore e assistente regista. Specializzato in cinema di genere, fu montatore di numerosi film western.

## Filmografia

### Montatore

#### 1921
- Shadows of Conscience, regia di John P. McCarthy (1921)

#### 1922
- The Lone Rider, regia di Victor Adamson, Fred Caldwell (1922)
- Bulldog Courage, regia di Edward A. Kull (1922)

#### 1925
- Brand of Cowardice, regia di John P. McCarthy (1925)

#### 1928
- The Wagon Show, regia di Harry J. Brown (1928)
- The Canyon of Adventure, regia di Albert S. Rogell (1928)
- The Upland Rider, regia di Albert S. Rogell (1928)
- The Code of the Scarlet, regia di Harry Joe Brown (1928)
- The Glorious Trail, regia di Harry Joe Brown, Albert S. Rogell (1928)

#### 1929
- Cheyenne, regia di Albert S. Rogell (1929)
- The Royal Rider, regia di Harry Joe Brown (1929)
- The Lawless Legion, regia di Harry Joe Brown (1929)
- The California Mail, regia di Albert S. Rogell (1929)
- The Wagon Master, regia di Harry Joe Brown (1929)
- Señor Americano, regia di Harry Joe Brown (1929)

#### 1930
- Parade of the West, regia di Harry Joe Brown (1930)
- Lucky Larkin, regia di Harry Joe Brown (1930)
- The Fighting Legion, regia di Harry Joe Brown (1930)
- Mountain Justice, regia di Harry Joe Brown (1930)
- Song of the Caballero, regia di Harry J. Brown (1930)
- Sons of the Saddle, regia di Harry J. Brown (1930)
- The Oklahoma Cyclone, regia di John P. McCarthy (1930)
- Pardon My Gun, regia di Robert De Lacey (1930)
- All for Mabel, regia di Harry Delmar (1930)
- L'appello dell'innocente (East Is West), regia di Monta Bell (1930)
- Headin' North, regia di John P. McCarthy (1930)

#### 1931
- Millie, regia di John Francis Dillon (1931)
- A Woman of Experience, regia di Harry Joe Brown (1931)

#### 1934
- Dos más uno dos , regia di John Reinhardt (1934)

#### 1935
- This Is the Life, regia di Marshall Neilan (1935)
- Thanks a Million, regia di Roy Del Ruth (1935)

#### 1936
- Every Saturday Night, regia di Marshall Neilan (1936)
- Confini selvaggi (The Country Beyond), regia di Eugene Forde (1936)
- Pepper, regia di James Tinling (1936)
- Schiavo della tua malia (Under Your Spell), regia di Otto Preminger (1936)
- Un dramma sull'oceano (Crack-Up), regia di Malcolm St. Clair (1936)

#### 1937
- Step Lively, Jeeves!, regia di Eugene Forde (1937)
- Charlie Chan alle olimpiadi (Charlie Chan at the Olympics), regia di H. Bruce Humberstone (1937)
- One Mile from Heaven, regia di Allan Dwan (1937)

#### 1938
- Uno scozzese alla corte del Gran Kan[1] (The Adventures of Marco Polo), regia di Archie Mayo, John Cromwell (1938)
- Speed to Burn, regia di Otto Brower (1938)
- Meet the Girls, regia di Eugene Forde (1938)
- Five of a Kind, regia di Herbert I. Leeds (1938)

#### 1939
- Charlie Chan a Reno (Charlie Chan in Reno), regia di Norman Foster (1939)
- La famiglia Jones a Hollywood (The Jones Family in Hollywood), regia di Malcolm St. Clair (1939)
- Gli indomabili (Frontier Marshal), regia di Allan Dwan (1939)
- Chicken Wagon Family, regia di Herbert I. Leeds (1939)
- The Escape, regia di Ricardo Cortez (1939)
- 20,000 Men a Year, regia di Alfred E. Green (1939)
- Too Busy to Work, regia di Otto Brower (1939)

#### 1940
- Charlie Chan a Panama (Charlie Chan in Panama), regia di Norman Foster (1940)
- Lucky Cisco Kid, regia di H. Bruce Humberstone (1940)
- Sailor's Lady, regia di Allan Dwan (1940)
- Pier 13, regia di Eugene Forde (1940)
- Charter Pilot, regia di Eugene Forde (1940)

#### 1941
- Romance of the Rio Grande, regia di Herbert I. Leeds (1941)
- Sleepers West, regia di Eugene Forde (1941)
- Michael Shayne e l'enigma della maschera (Dressed to Kill), regia di Eugene Forde (1941)
- Cadet Girl, regia di Ray McCarey (1941)

#### 1942
- On the Sunny Side, regia di Harold D. Schuster (1942)
- The Man Who Wouldn't Die, regia di Herbert I. Leeds (1942)
- Berlin Correspondent, regia di Eugene Forde (1942)
- The Loves of Edgar Allan Poe, regia di Harry Lachman (1942)
- Dr. Renault's Secret, regia di Harry Lachman (1942)
- Life Begins at Eight-Thirty, regia di Irving Pichel (1942)

#### 1943
- Guadalcanal (Guadalcanal Diary), regia di Lewis Seiler (1943)

#### 1944
- Charlie Chan in The Chinese Cat, regia di Phil Rosen (1944)
- Secrets of Scotland Yard, regia di George Blair (1944)
- Three Little Sisters, regia di Joseph Santley (1944)
- Brazil, regia di Joseph Santley (1944)

#### 1945
- Gangs of the Waterfront, regia di George Blair (1945)
- Hitchhike to Happiness, regia di Joseph Santley (1945)
- Swingin' on a Rainbow, regia di William Beaudine (1945)
- Behind City Lights, regia di John English (1945)
- Scotland Yard Investigator , regia di George Blair (1945)
- Rough Riders of Cheyenne, regia di Thomas Carr (1945)
- The Tiger Woman, regia di Philip Ford (1945)
- Il cavaliere audace (Dakota), regia di Joseph Kane (1945)
- Wagon Wheels Westward, regia di R.G. Springsteen (1945)

#### 1946
- Nessuno ti avrà mai (The Madonna's Secret), regia di William Thiele (Wilhelm Thiele) (1946)
- The Undercover Woman, regia di Thomas Carr (1946)
- In Old Sacramento, regia di Joseph Kane (1946)
- Plainsman and the Lady, regia di Joseph Kane (1946)
- Sioux City Sue

#### 1947
- Calendar Girl, regia di Allan Dwan (1947)
- The Ghost Goes Wild, regia di George Blair (1947)
- The Red Stallion, regia di Lesley Selander (1947)
- L'affascinante straniero (Love from a Stranger), regia di Richard Whorf (1947)
- T-Men contro i fuorilegge (T-Men), regia di Anthony Mann (1947)

#### 1948
- Jim lo sfregiato (Hollow Triumph), regia di Steve Sekely (1948)

#### 1949
- Down Memory Lane, regia di Phil Karlson (1949)
- Il regno del terrore (Reign of Terror), regia di Anthony Mann (1949)

#### 1950
- The Vicious Years, regia di Robert Florey (1950)

#### 1951
- La città è salva (The Enforcer), regia di Bretaigne Windust e, non accreditato, Raoul Walsh (1951)
- Gold Raiders, regia di Edward Bernds (1951)
- L'assalto delle frecce rosse (Slaughter Trail), regia di Irving Allen (1951)

#### 1952
- Canzone del Mississippi (I Dream of Jeanie), regia di Allan Dwan (1952
- La valle dei bruti (Ride the Man Down), regia di Joseph Kane (1952)

#### 1953
- La donna che volevano linciare (Woman They Almost Lynched), regia di Allan Dwan (1953)
- La signora vuole il visone (The Lady Wants Mink), regia di William A. Seiter (1953)
- La città che non dorme (City That Never Sleeps), regia di John H. Auer (1953)
- Sweethearts on Parade, regia di Allan Dwan (1953)
- Il grande incontro (Champ for a Day), regia di William A. Seiter (1953)
- Operazione Corea (Flight Nurse), regia di Allan Dwan (1953

#### 1954
- La casbah di Honolulu (Hell's Half Acre), regia di John H. Auer (1954)
- La fossa dei dannati[2] (Make Haste to Live), regia di William A. Seiter (1954)
- Atomicofollia  (The Atomic Kid), regia di Leslie H. Martinson (1954)

#### 1955
- Bandiera di combattimento (The Eternal Sea), regia di John H. Auer (1955)

### Regista
- Savage Passions (1926)
- Freighters of Destiny (1931)
- Partners (1932)
- The Saddle Buster (1932)
- Ghost Valley (1932)
- Beyond the Rockies (1932)
- Ride Him, Cowboy (1932)
- The Mysterious Rider (1933)